# 西経56度線
西経56度線（せいけい56どせん）は、本初子午線面から西へ56度の角度を成す経線である。北極点から北極海、北アメリカ、大西洋、南アメリカ、南極海、南極大陸を通過して南極点までを結ぶ。
西経56度線は、東経124度線と共に大円を形成する。

## 通過する地域一覧
西経56度線は、北極点から南極点まで南に向かって以下の場所を通っている。
| 地理座標                                             | 国土・領土・領海         | 備考 |
| ---------------------------------------------------- | ------------------------ | --- |
| 北緯90度0分 西経56度0分 / 北緯90.000度 西経56.000度  | 北極海                   | |
| 北緯83度34分 西経56度0分 / 北緯83.567度 西経56.000度 | リンカーン海             | |
| 北緯82度15分 西経56度0分 / 北緯82.250度 西経56.000度 | グリーンランド           | 本土といくつかの島を通過 |
| 北緯72度40分 西経56度0分 / 北緯72.667度 西経56.000度 | バフィン湾               | |
| 北緯70度0分 西経56度0分 / 北緯70.000度 西経56.000度  | デービス海峡             | |
| 北緯60度0分 西経56度0分 / 北緯60.000度 西経56.000度  | 大西洋                   | ラブラドル海 |
| 北緯53度33分 西経56度0分 / 北緯53.550度 西経56.000度 | カナダ                   | ニューファンドランド・ラブラドール州 — ラブラドール地方 |
| 北緯51度53分 西経56度0分 / 北緯51.883度 西経56.000度 | ベルアイル海峡           | |
| 北緯51度35分 西経56度0分 / 北緯51.583度 西経56.000度 | カナダ                   | ニューファンドランド・ラブラドール州 — グレートノーザン半島（英語版）（ニューファンドランド島）                                                                            |
| 北緯50度48分 西経56度0分 / 北緯50.800度 西経56.000度 | 大西洋                   | |
| 北緯50度0分 西経56度0分 / 北緯50.000度 西経56.000度  | カナダ                   | ニューファンドランド・ラブラドール州 — ニューファンドランド島 |
| 北緯47度30分 西経56度0分 / 北緯47.500度 西経56.000度 | フォーチュン湾（英語版） | ブルネット島（英語版）（ カナダ・ニューファンドランド・ラブラドール州、北緯47度16分 西経55度59分 / 北緯47.267度 西経55.983度）の西を通過                                   |
| 北緯46度58分 西経56度0分 / 北緯46.967度 西経56.000度 | カナダ                   | ニューファンドランド・ラブラドール州 — ブリン半島（英語版）（ニューファンドランド島）の先端部                                                                              |
| 北緯46度57分 西経56度0分 / 北緯46.950度 西経56.000度 | 大西洋                   | サンピエール島（ サンピエール島・ミクロン島、北緯46度46分 西経56度10分 / 北緯46.767度 西経56.167度）の東を通過                                                             |
| 北緯5度49分 西経56度0分 / 北緯5.817度 西経56.000度   | スリナム                 | |
| 北緯2度24分 西経56度0分 / 北緯2.400度 西経56.000度   | ブラジル                 | パラー州 |
| 北緯2度8分 西経56度0分 / 北緯2.133度 西経56.000度    | スリナム                 | |
| 北緯1度50分 西経56度0分 / 北緯1.833度 西経56.000度   | ブラジル                 | パラー州 マットグロッソ州（南緯9度29分 西経56度0分 / 南緯9.483度 西経56.000度から） マットグロッソ・ド・スル州（南緯17度14分 西経56度0分 / 南緯17.233度 西経56.000度から） |
| 南緯22度17分 西経56度0分 / 南緯22.283度 西経56.000度 | パラグアイ               | |
| 南緯27度20分 西経56度0分 / 南緯27.333度 西経56.000度 | アルゼンチン             | |
| 南緯28度30分 西経56度0分 / 南緯28.500度 西経56.000度 | ブラジル                 | リオグランデ・ド・スル州 |
| 南緯30度50分 西経56度0分 / 南緯30.833度 西経56.000度 | ウルグアイ               | モンテビデオ（南緯34度53分 西経56度9分 / 南緯34.883度 西経56.150度）の東を通過                                                                                             |
| 南緯34度52分 西経56度0分 / 南緯34.867度 西経56.000度 | 大西洋                   | |
| 南緯60度0分 西経56度0分 / 南緯60.000度 西経56.000度  | 南極海                   | |
| 南緯63度8分 西経56度0分 / 南緯63.133度 西経56.000度  | 南極大陸                 | ジョインビル島、ダンディー島 — アルゼンチンと チリと イギリスが領有権を主張                                                                                                |
| 南緯63度34分 西経56度0分 / 南緯63.567度 西経56.000度 | 南極海                   | ウェッデル海 |
| 南緯76度16分 西経56度0分 / 南緯76.267度 西経56.000度 | 南極大陸                 | アルゼンチン（アルゼンチン領南極）と チリ（チリ領南極）と イギリス（イギリス領南極地域）が領有権を主張                                                                     |